# Sanitätskommando 850
Das Sanitätskommando 850 war eines der Sanitätskommandos des Heeres der Bundeswehr. Der Stabssitz war Mannheim. Das Sanitätskommando war dem Territorialkommando Süd unterstellt.

## Aufträge
Das Sanitätskommando bündelte auf Ebene des Territorialkommandos die Sanitätstruppen des Territorialheeres. Auftrag war vorrangig die sanitätsdienstliche Versorgung der Soldaten des Territorialheeres insbesondere der direkt dem Territorialkommando Süd unterstellten Truppenteile in einem oder mehreren dazu einzurichtenden Hauptverbandplätzen. Lageabhängig unterstützte das Sanitätskommando die Sanitätsregimenter der Wehrbereiche des Territorialkommandos und die Sanitätskommandos 2 und 3 des Feldheeres. Anders als das Sanitätskommando 800 im Bereich des Territorialkommandos Nord war das Sanitätskommando 850 nicht mit den Aufbau und Betrieb einer Reservelazarettorganisation im rückwärtigen Gebiet beauftragt. Im Bereich des Territorialkommandos Süd waren die Reservelazarettgruppen hingegen den Sanitätsregimentern der drei nachgeordneten Wehrbereiche unterstellt. Unterstützt durch die Krankenkraftwagen der Krankentransportbataillone und die schienengebundenen Krankentransportzüge der deutschen Sanitätskommandos der CENTAG und der den Wehrbereichskommandos unterstellten Sanitätsregimentern, war das Sanitätskommando beauftragt mit eigenen Zügen auf dem Schienenweg Verwundete aus den vorgeschobenen Lazaretten der Lazarettregimenter und aus den Verbandplätzen zu übernehmen und in die rückwärtigen Reservelazarette des Territorialheeres zu befördern, wo die weitere Behandlung und Genesung vorgesehen war. Der Kommandeur des Sanitätskommandos als Leitender Sanitätsoffizier des Territorialkommandos und die nachgeordneten Sanitätsoffiziere berieten den Befehlshaber des Territorialkommandos in sanitätsdienstlichen und wehrmedizinischen Fachfragen. Im Rahmen der zivil-militärischen Zusammenarbeit leistete das Sanitätskommando Katastrophenhilfe.
Im Frieden bestand das Sanitätskommando um 1989 nur aus wenigen aktiven Truppenteilen und nur wenigen aktiven Soldaten. Stattdessen musste das eingelagerte Gerät erst im Verteidigungsfall mobil gemacht oder von zivilen Organisationen eingezogen werden. Wesentliches Element für den  Aufwuchs war die Einberufung von Reservisten, darunter insbesondere Reservesanitätsoffiziere. Insgesamt entsprach die Größe des Sanitätskommandos nach der Mobilmachung mit etwa 12.000 Angehörigen in etwa der Größe von zwei Brigaden des Feldheeres.

## Gliederung

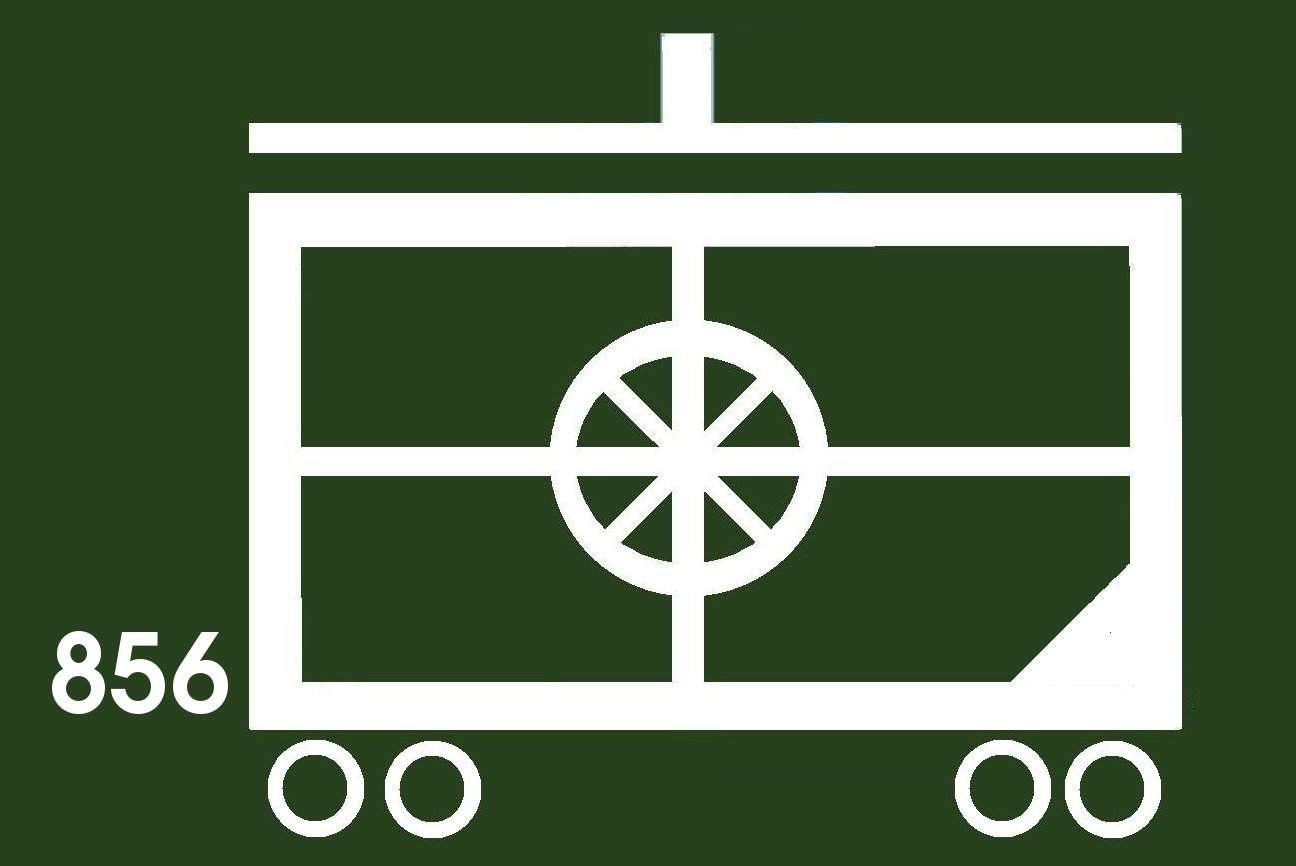
Taktisches Zeichen der Krankentransportkompanie (Schiene) 856

Um 1989 gliederte sich das Sanitätskommando grob in:
- Stab/Stabskompanie Sanitätskommando 850, Mannheim
  - Sanitätslehrbataillon 851 (gekadert), München (im Frieden als Lehrtruppenteil zu Akademie des Sanitäts- und Gesundheitswesens der Bundeswehr, 1 Kompanie für AMF-L vorgesehen)
  - Sanitätsbataillon 852 (GerEinh), Schorndorf
  - Sanitätsbataillon 853 (GerEinh), Friedrichshafen
  - Sanitätsbataillon 854 (GerEinh), Bengel
  - Sanitätsbataillon 855 (GerEinh), Külsheim
  - Sanitätsbataillon 856 (GerEinh), Bensheim
  - Sanitätsbataillon 857 (GerEinh), Muggensturm
  - Sanitätsbataillon 858 (GerEinh), Weißenhorn
  - Krankentransportkompanie (Schiene) 851 (GerEinh), Sankt Ingbert
  - Krankentransportkompanie (Schiene) 852 (GerEinh), Sankt Ingbert
  - Krankentransportkompanie (Schiene) 853 (GerEinh), Sankt Ingbert
  - Krankentransportkompanie (Schiene) 854 (GerEinh), Sankt Ingbert
  - Krankentransportkompanie (Schiene) 855 (GerEinh), Sankt Ingbert
  - Krankentransportkompanie (Schiene) 856 (GerEinh), Walkertshofen
  - Krankentransportkompanie (Schiene) 857 (GerEinh), Walkertshofen
  - Krankentransportkompanie (Schiene) 858 (GerEinh), Aalen
  - Krankentransportkompanie (Schiene) 859 (GerEinh), Aalen
  - Krankentransportkompanie (Schiene) 860 (GerEinh), Aalen
  - Krankentransportkompanie (Schiene) 861 (GerEinh), Aalen
  - Krankentransportkompanie (Schiene) 862 (GerEinh), Aalen
  - Krankentransportkompanie (Schiene) 863 (GerEinh), Walkertshofen
  - Krankentransportkompanie (Schiene) 864 (GerEinh), Walkertshofen

Hinweis: die Sanitätslager (u. a. das Sanitätsdepot Lorch-Rheingau) im Bereich des Territorialkommandos wurden durch die Versorgungskommandos 850 und 860 betrieben.

## Geschichte
Das Sanitätskommando wurde spätestens bis 1985 zur Einnahme der Heeresstruktur IV in der Mannheimer Loretto-Kaserne aufgestellt.
Nach Ende des Kalten Krieges wurde das Sanitätskommando am 31. März 1994 etwa zeitgleich mit der Auflösung des Territorialkommandos Süd außer Dienst gestellt.

## Verbandsabzeichen

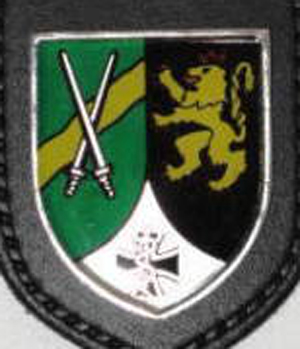
Internes Verbandsabzeichen des Stabes/Stabskompanie

Das Sanitätskommando führte aufgrund seiner Ausplanung als Teil der direkt dem Territorialkommando ähnlich wie Korpstruppen unterstellten Truppen kein eigenes Verbandsabzeichen. Die Soldaten trugen daher das Verbandsabzeichen des übergeordneten Territorialkommandos.
Als „Abzeichen“ wurde daher unpräzise manchmal das interne Verbandsabzeichen des Stabes und der Stabskompanie „pars pro toto“ für das gesamte Sanitätskommando genutzt. Es zeigte den Pfälzer Löwen wie im Mannheimer Stadtwappen, den stilisierten Rhein, den Äskulapstab ähnlich wie im Barettabzeichen der Sanitätstruppe, das Eiserne Kreuz als Hoheitszeichen der Bundeswehr und zwei gekreuzte Schwerter ähnlich wie beim Abzeichen der Schirmmütze des Heeres.